# شریل مک کالچ
شریل مک کالچ (انگلیسی: Cheryl McCulloch؛ زادهٔ ۱ ژانویهٔ ۱۹۹۰) بازیکن فوتبال اهل بریتانیا است.
وی همچنین در تیم‌های ملی فوتبال Scotland women's national under-17 football team و Scotland women's national under-19 football team بازی کرده‌است.